# Ruzena Bajcsy
Ruzena Bajcsy (28. svibnja 1933., Bratislava, Čehoslovačka) je američka znanstvenica i robotičarka. Prva je žena koja je stekla doktorat u Slovačkoj.
Trenutno je zaposlena kao redoviti profesor na Sveučilištu u Kaliforniji, Berkeley.

## Biografija
Bajcsy je rođena u židovskoj obitelji u Bratislavi te je rano ostala bez majke. Otac joj se ponovno oženio te se obitelj tada preobratila na kršćanstvo. Međutim, u jesen 1944. roditelje joj je uhitio Gestapo te je obitelj razdvojena. Ruzena i njezina sestra preživjele su do kraja rata nakon čega su provele ostatak djetinjstva u sirotištu i udomiteljskoj obitelji.

### Obrazovanje i karijera
Bajcsy je pohađala Slovačko tehnološko sveučilište gdje je završila studij matematike i zaradila doktorat iz električnog inženjerstva, kao prva žena s tom titulom. Zatim je dobila priliku pohađati Sveučilište Stanford gdje je završila doktorat iz računarstva. Njezina istraživanja fokusirana su na područja umjetne inteligencije, robotike, grafike, računalnog vida, inteligentnih agenta i ostalog. Stekla je nevjerojatni ugled kroz svoje doprinose ovim područjima i primila brojne nagrade za svoja postignuća.